# Filmografia de Ivete Sangalo
A filmografia de Ivete Sangalo compreende ao conjunto de trabalhos feitos por ela na televisão e cinema.
Em telenovelas, fez seu primeiro trabalho fixo em Gabriela, em 2012, remake do clássico de 1975, interpretando a cafetina dona do Bataclã Maria Machadão na qual foi elogiada pelo público e crítica e acabou ganhando o Prêmio Contigo! de TV de Revelação da TV de 2013. Porém, anteriormente, já havia feito uma participação especial em Paraíso Tropical (2007). Ainda em 2012, no seriado as As Brasileiras, viveu a desorganizada e atrapalhada Raquel no seriado que mostrava a diversidade feminina brasileira em todas as regiões. No cinema, integrou o elenco de Crô: O Filme, juntamente com Marcelo Serrado e Alexandre Nero, onde viveu Alzira Valério, a mãe do personagem-título, lançado em novembro de 2013, mesmo ano faz uma participação especial no consagrado seriado Vai que Cola do canal fechado Multishow. No filme da Disney Aviões, Ivete foi responsável pela dublagem da personagem Carolina Santos Duavião.
Em 2015, começa a apresentar o programa do canal fechado GNT Superbonita em substituição a Grazi Massafera, voltando a apresentação de um programa desde Planeta Xuxa em 1998, Estação Globo em 2005. Desde 2021, apresenta o reality The Masked Singer Brasil. Desde 2022, a cantora comanda nas tardes de domingo a Pipoca da Ivete.

## Televisão
| Ano     | Título                                           | Personagem / Cargo       | Nota                                                                     | Emissora                                             |
| ------- | ------------------------------------------------ | ------------------------ | ------------------------------------------------------------------------ | ---------------------------------------------------- |
| 1982    | Clube do Mickey Brasil                           | Participante             | Quadro: Calouros                                                         | TVS                                                  |
| 1998    | Planeta Xuxa                                     | Apresentadora            | Durante a licença-maternidade de Xuxa                                    | Rede Globo                                           |
| 2001    | Brava Gente                                      | Rosália                  | Episódio: "A Moda do Chifre"                                             | Rede Globo                                           |
| 2001    | Escolinha do Barulho                             | Professora Ivete Sangalo | Episódio: "Ivete Sangalo"                                                | Rede Record                                          |
| 2001    | Sítio do Picapau Amarelo                         | Ela mesma                | Episódio: "A Festa da Cuca"                                              | Rede Globo                                           |
| 2003    | Siga Aquela Estrela                              | Ivonete                  | Especial de fim de ano                                                   | Rede Globo                                           |
| 2005–09 | Estação Globo                                    | Apresentadora            |                                                                          | Rede Globo                                           |
| 2007    | Paraíso Tropical                                 | Ela mesma                | Episódio: "10 de fevereiro"                                              | Rede Globo                                           |
| 2011    | Avon Voices                                      | Jurada / Mentora         |                                                                          | Site da Avon                                         |
| 2012    | As Brasileiras                                   | Raquel                   | Episódio: "A Desastrada de Salvador"                                     | Rede Globo                                           |
| 2012    | 220 Volts                                        | Ela mesma                | Episódio: "Fama"                                                         | Multishow                                            |
| 2012    | Cheias de Charme                                 | Ela mesma                | Episódio: "14 de maio"                                                   | Rede Globo                                           |
| 2012    | Gabriela                                         | Maria Machadão           |                                                                          | Rede Globo                                           |
| 2012    | CQC                                              | Apresentadora especial   | Episódio: "5 de novembro"                                                | Band                                                 |
| 2013    | Vai que Cola                                     | Ivonete Salgado          | Episódio: "Tempero Baiano"                                               | Multishow                                            |
| 2013    | Ídolos Kids                                      | Mentora especial         | Episódio: "20 de julho"                                                  | Record                                               |
| 2014    | SuperStar                                        | Jurada / Mentora         | Temporada 1                                                              | Rede Globo                                           |
| 2015–16 | Superbonita                                      | Apresentadora            | Temporadas 15-16                                                         | GNT                                                  |
| 2016–17 | The Voice Kids                                   | Técnica / Mentora        | Temporadas 1–2                                                           | Rede Globo                                           |
| 2016    | The Voice Brasil                                 | Supertécnica             | Temporada 5                                                              | Rede Globo                                           |
| 2017–19 | The Voice Brasil                                 | Técnica / Mentora        | Temporada 6–8                                                            | Rede Globo                                           |
| 2017    | DuckTales                                        | Intérprete               | Abertura dublada em português do Brasil e espanhol para a América Latina | Disney Channel Brasil/ Disney Channel América Latina |
| 2020–21 | Música Boa Ao Vivo                               | Apresentadora            |                                                                          | Multishow                                            |
| 2021–24 | The Masked Singer Brasil                         | Apresentadora            |                                                                          | TV Globo                                             |
| 2021/23 | Criança Esperança                                | Apresentadora            |                                                                          | TV Globo                                             |
| 2021    | Especial The Masked Singer Brasil                | Apresentadora            | Especial pré final apresentado junto à Eduardo Sterblitch                | TV Globo                                             |
| 2022–23 | Pipoca da Ivete                                  | Apresentadora            |                                                                          | TV Globo                                             |
| 2022    | Ivete e os Mascarados                            | Apresentadora            | Especial The Masked Singer Brasil                                        | TV Globo                                             |
| 2023    | The Masked Singer Brasil - Apresentação Especial | Apresentadora            |                                                                          | TV Globo                                             |
| 2023    | Vai na Fé                                        | Ela mesma                | Participação Especial                                                    | TV Globo                                             |
| 2023    | Angélica: 50 e Tanto                             | Ela mesma                | Episódio: "Mulher"                                                       | GNT                                                  |

## Streaming
| Ano  | Título             | Personagem / Cargo        | Nota             |
| ---- | ------------------ | ------------------------- | ---------------- |
| 2022 | Onda Boa com Ivete | Ela mesma / Apresentadora | Série Documental |

## Cinema
| Ano  | Título                                    | Personagem                    | Nota              |
| ---- | ----------------------------------------- | ----------------------------- | ----------------- |
| 1998 | Simão, o Fantasma Trapalhão               | Estrela                       |                   |
| 2005 | Chame Gente - A História do Trio Elétrico | Ela mesma                     | Documentário      |
| 2006 | Xuxa Gêmeas                               | Alice                         |                   |
| 2012 | Eternamente Fã                            | Ela mesma                     | Arquivo de vídeos |
| 2013 | Crô - O Filme                             | Alzira Valério                |                   |
| 2013 | Aviões                                    | Carolina Santos Duavião (voz) | Dublagem          |
| 2017 | Axé: Canto do Povo de um Lugar            | Ela mesma                     | Documentário      |
| 2017 | Os Smurfs e a Vila Perdida                | Magnólia (voz)                | Dublagem          |
| 2020 | De Perto Ela Não É Normal                 | Daisy Aparecida               |                   |

## Internet
| Ano  | Título                 | Personagem    | Notas          |
| ---- | ---------------------- | ------------- | -------------- |
| 2014 | Porta dos Fundos       | Ela mesma     | Episódio: "Fã" |
| 2015 | Juninho Play e Família | Betina (Voz)  |                |
| 2016 | Diário de Carnaval     | Ela mesma     | Docu-série     |
| 2016 | Minuto Ivete Europa    | Ela mesma     | Docu-série     |
| 2016 | Vibrações Acústicas    | Ela mesma     | Docu-série     |
| 2016 | Super na Lata          | Apresentadora |                |

## Prêmios e indicações
| Ano  | Prêmio                | Categoria       | Trabalho | Resultado | Ref    |
| ---- | --------------------- | --------------- | -------- | --------- | ------ |
| 2013 | Prêmio Contigo! de TV | Revelação da TV | Gabriela | Venceu    | [ 35 ] |